# Рибхоза
Рибхоза (рос. Рыбхоза) — селище в Ульяновському районі Ульяновської області Російської Федерації.
Населення становить 53 особи. Входить до складу муніципального утворення Большеключищенське сільське поселення.

## Історія
Від 2004 року входить до складу муніципального утворення Большеключищенське сільське поселення.

## Населення
| 2010 | 2013 | 2015 |
| ---- | ---- | ---- |
| 52   | ↗54  | ↘53  |